# Mezén (ciudad)
Mezén (en ruso: Мезень) es una ciudad de Rusia perteneciente al óblast de Arcángel y es el centro administrativo del raión de Mezinski. Está situada al norte del óblast, muy cerca del distrito autónomo de Nenetsia, a orillas del río Mezén, a unos 30 kilómetros de su desembocadura en el mar Blanco y 224 kilómetros al nordeste de Arcángel, la capital del óblast. Su población en el año 2006 era de 3813 habitantes.
Posee un aeropuerto situado a 4 kilómetros al norte de la ciudad.

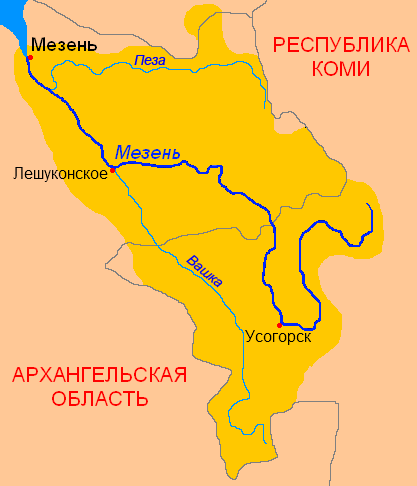
Mezén (Мезень) en un mapa del río Mezén

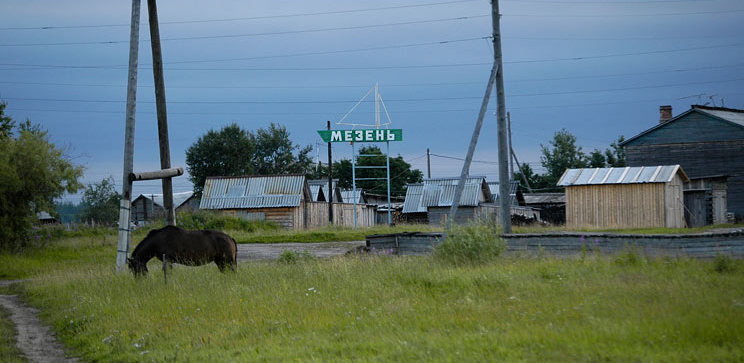
Mezén